# Mkdir

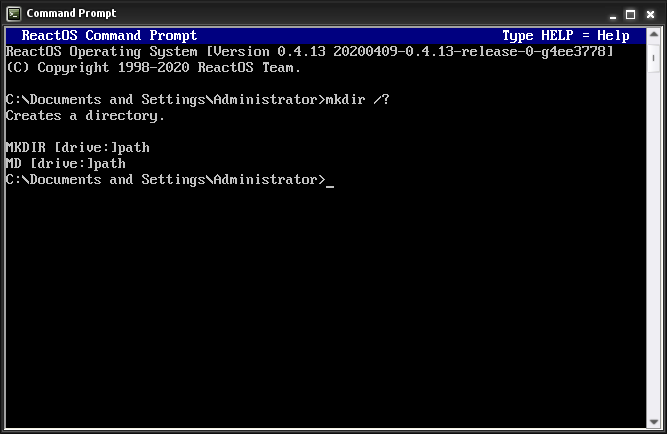
mkdir

mkdir – polecenie to służy do tworzenia katalogów zarówno w środowisku Unix\Linux jak i Windows. W GNU jest częścią pakietu GNU Coreutils, a w systemie produkcji Microsoftu można je wywoływać z wiersza poleceń poprzez np. cmd.exe, a także wywołać używając skrótu md. MkDir - to skrót od Make Directory.

## Przykład

### UNIX
Tworzenie katalogu:
```
$ mkdir katalog1
$ mkdir --mode=666 katalog2
$ 
ls
 -l
drwxr-xr-x 2 user user 48 2006-08-16 12:50 katalog1
drw-rw-rw- 2 user user 48 2006-08-16 12:50 katalog2
```

### Windows
Tworzenie katalogu:
```
mkdir katalog1
mkdir katalog2

dir

2008-01-27  20:57    <DIR>          katalog1
2008-01-27  20:58    <DIR>          katalog1
```

lub
```
md katalog1
md katalog2

dir

2008-01-27  20:57    <DIR>          katalog1
2008-01-27  20:58    <DIR>          katalog1
```

Można też tworzyć jednocześnie podfoldery do tworzonego folderu
```
md katalog1\katalog2\katalog3
```

jest równoznaczne z:
```
md katalog1
cd katalog1
md katalog2
cd katalog2
md katalog3
cd katalog3
```

W systemie Windows poleceniem mkdir nie można ustalać praw dostępu (co było dokonane w powyższym przykładzie (UNIX) za pomocą --mode=666 ).